# 大吉里汶島

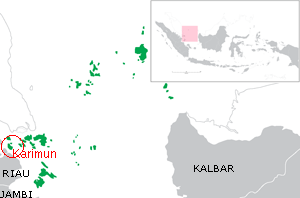

大吉里汶島是印度尼西亞的島嶼，屬於廖內群島的一部分，毗鄰馬六甲海峽，距離朗桑島24公里，由廖內群島省負責管轄，1997年人口約155,000。

## 外部連結
- Official site（页面存档备份，存于）
- News&Information site

1°3′N 103°22′E / 1.050°N 103.367°E